# Excitació sexual

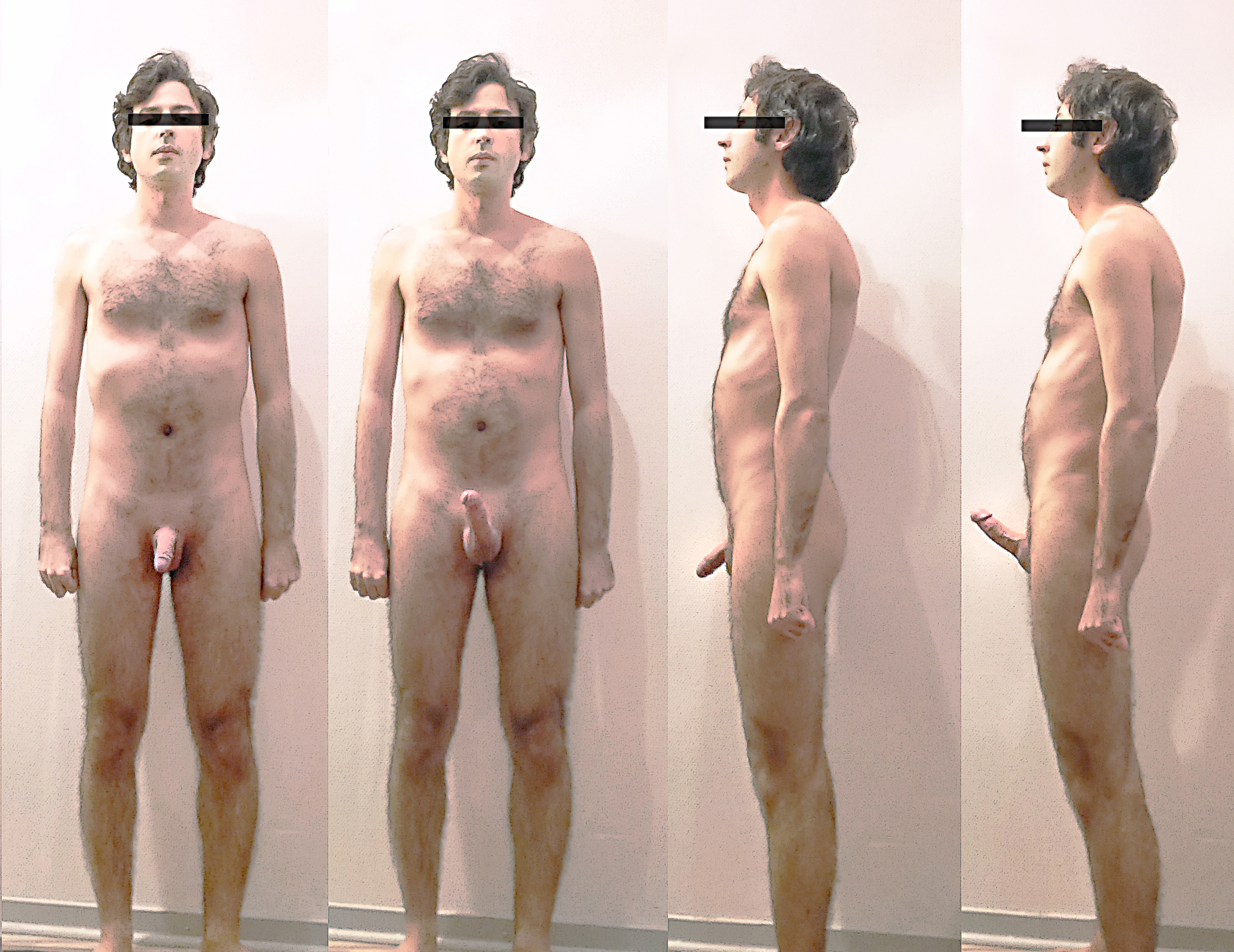
Estudi d'erecció d'un subjecte masculí

L'excitació sexual és una resposta fisiològica i psicològica a tot allò que tingui la capacitat d'estimular la resposta sexual humana. Diferents estímuls poden desencadenar una excitació sexual, com la tendresa i les carícies, les fantasies sexuals, la lectura eròtica, la visió de vídeos o imatges suggerents, eròtiques o pornogràfiques o la realització d'alguna parafília, entre altres possibilitats.
La resposta sexual humana s'ha dividit convencionalment en diferents fases, tant la de la sexualitat femenina com de la masculina. En general es considera més aviat que l'excitació sexual és només la primera fase de la resposta sexual humana, tot i que hi ha qui considera que la mateixa resposta sexual humana passa per diverses fases d'excitació fins a culminar en l'orgasme.
S'inicia amb l'estimulació que pot ser física, psicològica o una combinació d'ambdues a través de la vista, oïda, olfacte, tacte, gust, el pensament o les emocions. En termes fisiològics, es relaciona amb el fenomen vasocongestiu: flux de sang en certes regions del cos, particularment en els òrgans pèlvics. Les seves manifestacions fonamentals, que poden no ser instantànies ni duradores, són l'erecció del penis, l'erecció del clítoris i la lubricació vaginal, detallades a continuació:
| Fases de la resposta sexual femenina | Fases de la resposta sexual masculina |
| --- | --- |
| - El primer senyal és la lubricació vaginal, que s'inicia de deu a trenta segons després del principi de l'excitació sexual. - Es presenta en forma de gotes aïllades que acaben per humitejar tota la superfície interna de la vagina, així com la zona vestibular per l'acció de les glàndules de Skene i de les glàndules vestibulars majors. - La densitat, quantitat i olor varien no només d'una dona a una altra, sinó en funció de les diferents etapes de la vida. - Els dos terços interiors de la vagina s'expandeixen, el cèrvix i el úter són empesos cap amunt, mentre els llavis s'aplanen i obren. - El clítoris i els llavis vulvars augmenten de grandària, el mateix que els pits, mentre els mugrons es tornen rígids a conseqüència de les contraccions de petites fibres musculars. - Fins i tot les venes de la mama es fan més visibles. | - L'erecció del penis es produeix a escassos segons d'iniciada la estimulació. - La sang flueix amb rapidesa omplint els teixits esponjosos i cavernosos, el que endureix i engrandeix el membre. - Un altre dels teixits externs que experimenten una transformació són els plecs de l'escrot, que s'allisen mentre els testicles, s'aproximen més al cos i augmenten lleugerament de mida. - Els músculs del perineu es contrauen rítmicament i sol aparèixer a la punta del penis gotes de líquid preseminal. |

En cas que hi hagi una excitació perllongada hi ha la possibilitat de congestió genital, que pot provocar molèsties pelvianes en la dona i dolor testicular en l'home. En ambdós casos la resolució del problema vindrà per l'alleujament de la tensió sexual acumulada, després d'aconseguir l'orgasme, sigui per masturbació o per una altra mena de relació sexual.
És fals que l'excitació sexual provocada per mirar fixament pits de dones siga beneficiosa. El suposat estudi que demostra tal benefici no existeix.